# Jean Proszeck
Jean Proszeck, né le 15 avril 1905 à Łomża et mort le 18 juin 1944 à Radicofani, est un militaire français, Compagnon de la Libération. Immigré polonais engagé dans la légion étrangère, il choisit en 1940 de se rallier à la France libre et combat en Norvège, au Proche-Orient et en Afrique avant d'être tué en Italie.

## Biographie

### Jeunesse et engagement
Jean Proszeck nait le 15 avril 1905 à Łomża en Pologne au sein d'une famille qui émigrera vers la France au lendemain de la première guerre mondiale. En 1935, il choisit de s'engager dans la Légion étrangère et, après ses classes au quartier général de la légion à Sidi Bel Abbès en Algérie, il est affecté au Maroc.

### Seconde Guerre mondiale
En mai 1940, Jean Proszeck est muté à la 13e demi-brigade de légion étrangère (13e DBLE) au sein du corps expéditionnaire en partance pour la Scandinavie. Engagé dans la campagne de Norvège, il y est blessé par balle au bras pendant la bataille de Narvik. Envoyée en Bretagne pour participer à la bataille de France, l'avancée des troupes allemandes contraint la 13e DBLE à se diriger vers l'Angleterre où elle débarque le 4 juin 1940. Comme bon nombre de ses camarades, il choisit alors de se rallier à la France libre et s'engage dans les forces françaises libres. Toujours au sein de la 13e DBLE, il participe à la campagne d'Érythrée de février à mai 1941 puis à la campagne de Syrie à l'issue de laquelle il est promu caporal. Il gagne ensuite l'Afrique du Nord pour participer à la guerre du désert en 1942 et à la campagne de Tunisie en 1943. En avril 1944, il prend part à la campagne d'Italie au sein du 1er bataillon de la demi-brigade commandé par le chef de bataillon de Sairigné.
Le 18 juin 1944, lors de la prise du village de Radicofani, la progression de sa section est stoppée par de puissants tirs ennemis en provenance d'une maison. Se précipitant vers la position, Jean Proszeck engage un duel avec une mitrailleuse postée à une fenêtre mais il est mortellement touché. Il est inhumé au cimetière militaire français de Monte Mario à Rome,.

## Décorations
|  |  |  |  |  |  |
|  |  |  |  |  |  |

| Chevalier de la Légion d'honneur           | Chevalier de la Légion d'honneur           | Chevalier de la Légion d'honneur           | Compagnon de la Libération À titre posthume par décret du 20 novembre 1944 | Compagnon de la Libération À titre posthume par décret du 20 novembre 1944 | Compagnon de la Libération À titre posthume par décret du 20 novembre 1944 | Médaille militaire                                      | Médaille militaire                                      | Médaille militaire                                      |                                                         |                                                         |                                                         |
| Croix de guerre 1939-1945 Avec deux palmes | Croix de guerre 1939-1945 Avec deux palmes | Croix de guerre 1939-1945 Avec deux palmes | Croix de guerre 1939-1945 Avec deux palmes                                 | Croix de guerre 1939-1945 Avec deux palmes                                 | Croix de guerre 1939-1945 Avec deux palmes                                 | Médaille coloniale Avec agrafes "Érythrée" et "Tunisie" | Médaille coloniale Avec agrafes "Érythrée" et "Tunisie" | Médaille coloniale Avec agrafes "Érythrée" et "Tunisie" | Médaille coloniale Avec agrafes "Érythrée" et "Tunisie" | Médaille coloniale Avec agrafes "Érythrée" et "Tunisie" | Médaille coloniale Avec agrafes "Érythrée" et "Tunisie" |